# スカウト (勧誘)
スカウト（英語: scout）は、求められる人材を見つけ、勧誘すること。対象の人材が既に所定の組織などに属している場合は、好条件を示してそれら組織から自陣営側の組織に呼び込むことも行われる。

## 概要
スカウトは、能力や容姿などの優れた人材を勧誘する行為全般であるが、人材が組織の求める能力などを持つ存在であり、その組織の価値観に合致すればこそ勧誘されるため、スカウトが行われる基準は一定ではない。要は組織にとって利益を与える存在が、人材となるためである。
スカウトは様々な場所で行われ、またその人材の種類によっても様々であり、下は小学校の班分けのような場での人気者の誘い合いから、上は政党への参加の勧誘や、優秀な能力を持つ人物を国家がその運営に必要だとして招き入れるなどまで、様々なレベルが存在する。
大衆一般に於いてなじみの深いものとしては、いわゆる芸能関係のスカウトであろう。これらでは容姿が整っているとかスタイルが良いといった外見的な魅力がある存在がスカウトを受ける。ただそういった勧誘は当人の自尊心にとって「他人に認められた」など好意的な意味がある一方で、いわゆる悪徳商法のモデル・タレント募集と銘打ったキャッチセールス（募集に応じると、登録手数料を取られたり、物品を売りつけられたりする）などの社会問題もみられる（後述）。

## 企業スカウト・リクルーター
企業にとっては、優秀な能力がある人材を確保する事は死活問題である。このため既に社会に出て、ビジネスで実績のある人材の引き合いは激しい。通常、企業が従業員を募集する方法は、卒業を控えた学生や、求職中の者を面接などして人材になりそうな者と、そうなりそうも無い者をふるいに掛け、人材となりそうな者だけを雇い入れる。
しかしそれら従業員が実際に人材として役立つかどうかは別の話で、上司からの働き掛けや情報を与えるなどして教育を行いながら仕事を与えて行くわけだが、そこで能力を伸ばす者と余り伸びない者とがおり、能力が伸びれば更に期待して密度の高い教育を行いつつより大きな仕事を与えたりする。ただこういった人材育成は時間が掛かり、経営者にとっては人材不足は切実な問題となる。そこで既に一定以上の能力を示すものを外部から引き入れる場合もあり、その際に行われるのがスカウトである。
日本ではバブル景気の頃より、急速に事業拡大した大手企業では深刻な人材不足に見舞われ、他の業種などからも人脈を通して優秀な人物を集めようと各企業が奔走した。しかし既に能力のある人間の多くは、様々な分野で仕事を持っており、他よりの誘いに応じないこともある。この場合にヘッドハンティング（各々の勧誘員は「ヘッドハンター」と呼ばれた・職業紹介事業参照）など専門職も存在し、これら優秀な人物と交渉、条件を示して引き抜いた人材を所定の企業に斡旋するなどの業態も見られた。反面、同時代には所定の企業の業務成績を引き下げるために、ヘッドハンターを装ってその企業の要職関係者に接触、引き抜きに見せかけ企業から離脱させる行為も存在したなどの話も漏れ聞かれる。米国でも1990年代の情報通信産業分野で、盛んな人材の引き合いもあった事が聞かれる。ただし、既に実績があるということでせっかくスカウトされた人材でも、そこで能力が十分に発揮できるとは限らない。採用担当者の見込み違いということもあるし、転職先の上司や社風との相性があるためでもある。
企業からの引き抜きなどは同時代に社会現象として一般に知られたというだけで、それ以前にも様々な分野で引き抜きが行われたという話も存在する。これらでは、縁故などの人脈を頼って優秀な人物が他へと渡っていった。

## 芸能スカウト・諸問題
芸能分野では、繁華街で芸能関係者が前途有望だと目を付けた人に声を掛けるなどがあるが、同じような場所でホストやアダルトビデオの募集もあるなどしていて、紛らわしい。最近では芸能事務所がオーディション（ホリプロタレントスカウトキャラバンなど）といったイベントで人員を集め、この中からめぼしい者を選んでスカウトする様式が見られる。街中で声を掛けるものでは、雑誌グラビア用などの写真モデルなどもあるが、いかがわしい写真のモデルなどもあり、様々である。スカウトと偽って呼び止められ、所定の場所に連れ込まれて犯罪被害に遭う者もいる。
その一方で、前出のような悪徳商法もあり、勧誘目的を偽って自尊心を煽り、仕事を紹介するつもりも無いのに登録の手数料（プロフィール制作やカタログ用写真撮影など）やレッスン料として対価を求めるケースも聞かれ、この問題は子役タレントや子供モデルなどの子煩悩な親を狙い撃ちにして、子供を誉めそやして良い気分にさせ、すかさず契約して手数料などの名目で金銭を請求する業態もあり、前出の大人を対象としたモデル・タレント募集と併せ、国民生活センターなどにも相談が寄せられている。
お笑いタレントの世界にも、一応スカウトという行為があるが、芸（ネタ）をアマチュア専門のライブで見せて、実力を認められたものがスカウトを受けるという、外見よりも内面を重視されたもので上記とは事情が違う。

## スポーツスカウト
スポーツにおいても、プロ・アマ問わず選手獲得のためのスカウトが存在する。かつての選手が現役引退後にスカウトに転身することも多い。日本のプロ野球 (NPB) では現役引退後にスカウトに転身した元プロ野球選手として、城之内邦雄、吹石徳一、内匠政博、石井肇、中田宗男などがいる。
TBSのボクシング番組「東洋チャンピオンスカウト」では、番組で将来のチャンピオン候補をスカウトするコーナーが放送された。
世界規模のスカウトプロジェクトとして「NIKE MOST WANTED」が実施されている。

## 風俗スカウト
貰えるリベート(元金)を増やす目的で、「高額報酬」で主に若い女性らを集め、SNSなどオンライン経由・対面などオフライン経由を用いたアダルトビデオや性風俗等の「アダルトな役務」へのスカウトが問題となっている。そのため、摘発が定期的にされている。最近は勧誘経路をオンラインへ移行しており、匿名だがフォロワーの多い風俗嬢からTwitterアカウントを買い取って、スカウト男性自身で匿名ネカマ運用して集客させる手法だけでなく、女性からの信用を増させる目的で報酬を渡してアカウント運用に知人女を関与させるケースが増えてきている。

### 法的処罰・摘発事例
オフラインでの風俗といったアダルト役務への勧誘行為は各自治体の迷惑防止条例で違法化されている。特に、公共の場所において、不特定の者に対してアダルトな役務等の勧誘をすることについて刑事罰を規定されている。以下は東京都の迷惑防止条例の例である。
- 人の性的好奇心に応じて人に接する役務
- 性的好奇心をそそるために人の通常衣服で隠されている下着又は身体に接触し、又は接触させる卑猥な役務
- 専ら異性に対する接待をして酒類を伴う飲食をさせる役務
- 性交若しくは性交類似行為又は自己若しくは他人の性器等（性器、肛門又は乳首）を触り、若しくは他人に自己の性器等を触らせる行為に係る人の姿態であって性欲を興奮させ、又は刺激するものをビデオカメラその他の機器を用いて撮影するための被写体となること

加えて新宿区などでは、新宿区公共の場所における客引き行為等の防止に関する条例を別途制定。スカウト行為のみならずスカウト目的にうろつく、たたずむ行為なども禁止している。
また職業安定法（無許可有料職業紹介事業）で取り締まりが行われ、刑事罰の対象となることがある。他の法律では、鉄道営業法（鉄道地内勧誘行為）や軽犯罪法（つきまとい行為）で取り締まりが行われ、刑事罰の対象となることがある。
2023年には風俗だけでなく、キャバクラへの紹介もしていた夜職スカウトのグループ「ナチュラル」が、被害届を出さないようにメンバーの男性を集団で脅した事件を起こしたことで摘発された。メンバーの男性がグループの「規約」に違反したことへの「制裁」として、2023年2月25日までの8日間、新宿区内のマンションに監禁した容疑などでグループメンバーの14人が逮捕された。そしてグループ幹部も組織犯罪処罰法違反（強談威迫）の疑いで逮捕された。メンバーは計約1500人に上っており、当時存続しているスカウトグループでも最大規模と報道された。
2024年にはSNSで募集した女性を紹介していた約160名が所属する風俗スカウトグループ「アクセス」の幹部5人が逮捕された。メンバー同士が偽名で呼び合う組織構成されておりトクリュウ(匿名・流動型犯罪グループ)だと指摘された。